# 歪叶秋海棠
歪叶秋海棠（学名：Begonia augustinei）是秋海棠科秋海棠属的植物，是中国的特有植物。分布于中国大陆的云南等地，生长于海拔960米至1,500米的地区，一般生长在灌丛下或山谷潮湿处石上，目前已由人工引种栽培。

## 别名
保亭秋海棠（海南植物志）